# Jörg Ahmann
Jörg Ahmann, né le 12 février 1966 à Grevenbroich, est un joueur de volley-ball puis de beach-volley allemand, désormais retraité. Avec son partenaire Axel Hager, il fut l'un des pionniers du beach-volley professionnel en Allemagne. Le stade de Timmendorfer Strand, où se tiennent annuellement les championnats allemands de beach-volley, porte le nom d'Ahmann-Hager Arena en leur honneur.

## Carrière
En compagnie d'Axel Hager, Jörg Ahmann est le premier joueur de beach-volley allemand à remporter une médaille aux Jeux olympiques, à savoir le bronze à Sydney en 2000. 
Joueur d'1,90 m, Jörg Ahmann joue activement au volleyball depuis 1980. Pendant ses études à la RWTH d'Aix-la-Chapelle, il a joué de 1987 à 1990 dans l'équipe étudiante, alors en deuxième division.
Il joue son premier tournoi de beach-volley en 1990. Depuis le 1er juillet 2005, il est l'entraîneur national des U23 de l'équipe nationale de beach-volley allemande.

## Palmarès

### Jeux olympiques d'été
- Médaille de bronze en 2000 à Sydney avec Axel Hager

### Championnats d'Europe
- Médaille d'argent en 1996 à Pescara avec Axel Hager
- Médaille de bronze en 1994 à Almería avec Axel Hager

## Vie privée
Jörg Ahmann est marié à la joueuse de beach-volley Andrea Ahmann.